# Jakob el mentiroso
Jakob el mentiroso de 1969 es la novela más conocida del escritor Jurek Becker. Fue uno de los libros de mayor éxito escritos en la República Democrática Alemana (RDA).
Becker recibió el premio Heinrich-Mann (1971) y el premio Charles Veillon (1971) por la obra. El libro se adaptó en dos películas, Jakob der Lügner (1975) de Frank Beyer, que fue nominada a Mejor Película en Lengua Extranjera en la 49.ª edición de los Premios de la Academia (fue la única producción cinematográfica en la RDA nominada al Oscar), y Jakob the Liar (1999), una producción de Hollywood protagonizada por Robin Williams.

## Argumento
El narrador anónimo en primera persona, nacido en 1921, es uno de los pocos supervivientes de un gueto sin nombre (Becker creció en el gueto de Łódź, también conocido como Litzmannstadt durante la Segunda Guerra Mundial. El gueto descrito es una tipificación). En 1967, para reconciliarse con su propio pasado, después de muchos intentos fallidos, contó por primera vez la historia completa de su amigo Jakob Heym, con quien había estado al mismo tiempo en el gueto. Describe los eventos a partir de su propia memoria o basándose en investigaciones, y llena los vacíos de información con pensamientos y eventos "posibles".
Personas, situaciones o lugares se presentan alternativamente desde una perspectiva recordada en primera persona y como un recuento de los diversos relatos, a menudo con un cambio a un estilo narrativo personal y adiciones ficticias. Así lo describe el narrador, por ejemplo: lo que él mismo pensó cuando Herschel Schtamm arriesgó su vida dando la noticia del rápido avance de los rusos a los deportados sentados en el tren: “... No sé por qué, pero en este momento estoy pensando de Chana [sus mujeres muertas]".  También habla de las investigaciones que realizó después de la guerra sobre la historia de Jakob Heym.  Le ofrece al lector dos finales diferentes porque no le gusta la verdad (la eventual deportación de los judíos del gueto), especialmente en el contexto de su historia.
Se describe la vida de los judíos en un gueto durante las últimas semanas antes de su desalojo desde una perspectiva narrativa de autor. Pero primero el narrador explica su propia situación y recuerda los "árboles" que se convierten en un objeto importante para él personalmente; por ejemplo, los árboles están prohibidos en el gueto, su esposa Chana murió debajo de un árbol, etc.
La “historia” propiamente dicha comienza con un incidente en el que un guardia ordena al personaje principal, Jakob Heym, que se presente en la estación alemana porque había violado el toque de queda. Allí se entera casualmente por una radio de que el Ejército Rojo ya ha avanzado hasta las afueras de la ciudad de Bezanika  y es liberado por el guardia a quien tiene que informar. Por lo demás, ningún residente del gueto regresó jamás después de estar en la comisaría, Jakob fue el primero en ser liberado.
Jakob trabaja con otros habitantes del gueto en un depósito de mercancías. Cuando su compañero de trabajo Mischa quiere robar patatas que están guardadas en un contenedor en la estación de tren porque tiene hambre, Jakob intenta detenerlo porque sabe que podrían descubrirlo. Al principio, Jakob intenta contarle la verdad a Mischa, pero Mischa no le hace caso y sigue decidido a robar las patatas. En el último momento, Jakob lo detiene con la mentira de que tiene una radio. Sin embargo, sólo dice esta mentira porque cree que nadie creería que salió sano y salvo de la estación. Mischa cree en esta mentira y se abstiene de robar las patatas.
Aunque Jakob probablemente salvó la vida de su amigo con esta mentira piadosa, también corrió un riesgo imprevisible porque a los judíos del gueto se les prohibía poseer una radio bajo pena de muerte. Mischa no puede guardarse la noticia para sí misma. Ya por la mañana se extiende entre los trabajadores, de modo que Kowalski, un viejo amigo, le pregunta a Jakob durante el almuerzo.
Por la noche, Jakob visita a Lina, una huérfana cuyos padres fueron detenidos por la Gestapo mientras, como sospecha el narrador, ella estaba jugando en el patio trasero. Jakob, que la cuida, decide adoptarla después de su estancia en el gueto. Lina sufre de tos ferina y es tratada por el cardiólogo Prof. Kirschbaum.
En su euforia, Mischa también visita a su novia Rosa Frankfurter para contarles a ella y a su familia la buena noticia. Para convencer a sus escépticos padres, que han caído en el letargo debido a la desesperada situación del gueto, le propone matrimonio a Rosa y le dice que Jakob tiene una radio y que los rusos han avanzado hacia Bezanika. El padre de Rosa, Felix Frankfurter, era actor de teatro antes de la guerra. Cuando se entera del peligro que representa la radio de Jakob, destruye su propia radio, que guarda en el sótano, por miedo a que los alemanes la encuentren durante una búsqueda.
La mentira sobre la radio trae consigo ventajas y desventajas para el propio Jakob. Aunque es popular en el gueto y siempre tiene un compañero fuerte a su lado para el trabajo físicamente difícil. Por otro lado, otros residentes, como el piadoso Herschel Schtamm, consideran que la radio es peligrosa porque sospechan que las SS podrían enterarse de su existencia y registrar todo el gueto. Jakob tiene que seguir aportando nueva información sobre el avance ruso, lo que le resulta muy agotador. Lo hace porque nota los efectos de su mentira: se convierte en el contenido central y la esperanza determinante de la vida de los residentes del gueto. Empiezan a olvidar el presente y creen que las condiciones cambiarán pronto. También piensan en un futuro fuera del gueto: “Las viejas deudas están empezando a influir”, “las hijas se están convirtiendo en novias” y “ las tasas de suicidio están cayendo a cero”. 
Un corte de energía le da a Jakob un breve descanso, pero después de que se restablece la electricidad, siente presión por parte de los residentes del gueto para usar su radio nuevamente. Para obtener más información "real", Jakob roba un periódico roto en papel higiénico de un baño reservado a los guardias alemanes. Que lo atrapen significa una muerte segura, y Jakob sólo escapa gracias a una táctica de distracción de su amigo Kowalski. Pero el contenido informativo de los fragmentos de periódico es muy escaso. Decide dejar que su radio “muera”, alegando que se rompió repentinamente. En la tarde del mismo día, Kowalski lo visita, habiendo resultado herido como resultado de la maniobra de desvío. Jakob intenta evitar la necesidad de información de Kowalski, pero Kowalski habla directamente de la radio. Lina escucha esta conversación y se entera de la radio y quiere verla.
Al día siguiente, mientras trabaja en la estación de carga, Herschel Schtamm oye voces que provienen de un vagón que transporta personas que aparentemente están a punto de ser transportadas a un campo de exterminio. Schtamm, por lo demás temeroso, se acerca al carro y ofrece a los condenados a muerte la esperanza de una liberación supuestamente inminente. Un guardia le dispara. "Quería mantener la esperanza y murió por eso".  Jakob se siente responsable de su muerte, porque con su "mentira radiofónica" lo tentó al heroísmo. Cuando llega a casa, descubre a Lina buscando la radio en su habitación. La situación llega a un punto crítico cuando Kowalski convence a un mecánico de radio para que la repare. En esta emergencia, Jakob rápidamente afirma que la radio vuelve a funcionar y a partir de ahora comienza a mentir más generosamente para mantener la esperanza de los habitantes del gueto.
Como "tío de cuento de hadas" en el programa de radio, Jakob le cuenta a Lina un cuento de hadas en el que una princesa cae enferma y sólo puede salvarse si alguien le trae una nube. Todos los intentos “racionales” de obtener realmente una nube (por ejemplo, construyendo una torre hacia el cielo e intentando capturar una nube) fracasan. Cuando el hijo del jardinero se entera de la enfermedad y del deseo de la princesa, su compañera de juegos, le regala una "nube" hecha de algodón, tras lo cual ella se recupera. La ingenua Lina, que nunca ha podido ir a la escuela y no sabe que las nubes no están hechas de algodón, no comprende el significado más profundo del cuento de hadas: no es la verdad lo que “cura” a las personas, sino lo que creen que es la verdad.
El profesor Kirschbaum visita a Jakob y le confronta con los peligros de tener una radio. Jakob se defiende señalando que desde que la radio empezó a emitir, nadie se ha suicidado en el gueto. Poco tiempo después recogen a Kirschbaum para que pueda tratar al Sturmbannführer Hardtloff, que vive idílicamente fuera del gueto. Kirschbaum se envenena durante el viaje en coche para no tener que ayudar a Hardtloff.
Cuando Jakob, después de la deportación de los padres de Rosa, de defenderse de Rosa a través de las mentiras de Lina y de la deportación de Elisa Kirschbaum, la hermana del profesor Kirschbaum, queda gravemente afectado mentalmente y le confiesa la mentira sobre la radio a Kowalski, Kowalski se ahorca. Jakob se vuelve muy consciente de cuánto depende de su persistencia o de su fracaso. Su conciencia y culpa por la muerte de Kowalski lo motivan a inventar más mentiras y ofrecer esperanza.
Cuando los habitantes de algunas calles del gueto ya estaban siendo deportados a campos de exterminio, el fin del campo se hace evidente. El narrador ofrece dos finales diferentes:
En el final “ficticio”, Jakob recibe un disparo mientras intenta escapar. Al mismo tiempo se oye las detonaciones de los cañones del Ejército Rojo. El gueto será liberado a tiempo.
En el final “real”, que tiene en cuenta hechos históricos, Kowalski se ahorca y Jakob es deportado junto con los demás habitantes del gueto.
Durante el viaje en tren, el motivo de las nubes de algodón se retoma y se disuelve: Lina todavía cree que las nubes están hechas de algodón. Jakob le deja claro que esto no se corresponde con los hechos y que la supuesta nube de algodón sólo pudo ayudar a la princesa del cuento de hadas porque ella misma creía en las nubes de algodón. Revela así el motivo de sus “mentiras”: “El chiste es que [la princesa] pensaba que las nubes estaban hechas de algodón, y esa era la única razón por la que estaba contenta con el algodón”.
Cuando Lina sigue preguntando de qué están hechas las nubes, el narrador libera a Jakob de su responsabilidad: No es Jakob quien tiene que confrontar a Lina con la verdad (las nubes no están hechas de algodón), sino que es el narrador quien lo hace. De este modo, es también el narrador quien confronta al lector con la verdad: los ocupantes del tren "van adonde van" , al campo de exterminio.
El narrador, que es uno de los pocos miembros de este transporte que sobrevivió a la guerra, sospecha que esta es una de las razones por las que Jakob le contó su historia. Después de la guerra, el narrador investiga un poco la historia de Jakob y continúa contándola.

## Personajes
- Jakob Heim - el personaje principal de la novela, discreto, afectuoso, inicialmente concienzudo y esperanzado. Se convierte en un mentiroso porque inicialmente salva a su amigo Mischa mintiéndole acerca de tener una radio. Al final, tendrá que seguir mintiendo para mantener la esperanza que su mentira creó a través de noticias radiofónicas fabricadas. Hacia el final le confiesa la mentira a Kowalski.
- Kowalski - un “antiguo amigo” de Jakob. Reaparece en su vida cuando se entera de que Jakob tiene una radio. Antes de la guerra, cuando los nazis aún no habían ocupado Polonia, habían llegado a un acuerdo: Kowalski podía comer gratis en la guarida de Jakob y éste podía ir gratis a la barbería de Kowalski. La “amistad” entre ambos es bastante superficial, ya que el foco principal son los intereses materiales. Es hablador y engañoso, pero salva la vida de Jakob en el transcurso de la trama. Más tarde se ahorca cuando se entera de que la radio no existe.
- Lina - una huérfana cuyos padres fueron secuestrados por la Gestapo, vive en el ático de la casa de Jakob. Se la describe como una niña de ocho años inteligente, inteligente, curiosa, escéptica y madura.
- Profesor Kirschbaum - profesor y cardiólogo. Como persona respetada, también cuida de Lina, da sus cuándole por ejemplo sus cupones de alimentos. Acusa a Jakob de difundir noticias falsas en el gueto, pero también ve que estas noticias traen esperanza a la gente. Un día le piden que proporcione tratamiento médico al comandante en jefe del gueto alemán, Hardtloff, gravemente enfermo. Mientras conduce, se suicida tomándose dos pastillas que supuestamente alivian la acidez de estómago.
- Misha - un joven ex boxeador aficionado. Es el compañero de trabajo de Jakob cuando carga cajas en la estación de tren. Traiciona a Jakob diciendo que tiene una radio. Él es entonces el detonante de la mentira piadosa.
- Rosa Frankfurter - la novia de Mischa, una chica sensible, sencilla y desinteresada.
- Herschel Schtamm - el hermano gemelo de Roman. Es un judío ortodoxo que todos los días esconde sus largos mechones de los alemanes con una gorra. Herschel Schtamm cree que la radio trae mala suerte al gueto. Le disparan en el transcurso de la novela porque intenta transmitir el mensaje de la “radio” a los deportados en un carro.
- Roman Schtamm - el hermano mayor de Herschel. Después de que Herschel es asesinado, hace que Jakob se sienta culpable de la muerte de su hermano.

## Ubicación
La historia de Jakob tiene lugar en un gueto ficticio en Polonia, que sigue el modelo de los numerosos guetos de Polonia ocupados por las tropas alemanas. El nombre de la ciudad polaca no se menciona en el libro, pero el hecho de que muchos otros nombres de lugares mencionados en el libro, como Bezanika, Mielworno, Pry o Kostawaka  son ficticios, confirma el carácter del gueto. Pese a todo, el narrador también hace referencia a hechos históricos, como el levantamiento del gueto de Varsovia.  Dado que el gueto de Lodz juega un papel importante en la biografía de Jurek Becker, es razonable suponer que el gueto del libro está basado en él, pero pistas claras como descripciones de lugares o nombres no coinciden con los de Lodz. 

## Motivos

### Jakob
El nombre "Jacob" está relacionado con la historia y la cultura judía. En la historia bíblica de Jacob, en el Génesis, Jacob le miente a su padre Isaac, para robarle una bendición destinada a su hermano Esaú. Según los textos judíos clásicos, Jabob vivió una vida paralela al descenso de su descendencia, el pueblo judío, a las tinieblas del exilio. La novela también desafió las normas literarias de Alemania del Este al describir acontecimientos ficticios de la Segunda Guerra Mundial pero sin una resistencia abierta al nazismo. Más bien, la resistencia que se ofrece está en el deseo de vivir. Además, el final en el que los soldados soviéticos liberan el gueto se describe como ficticio, mientras que el transporte de los habitantes del gueto a la muerte, el resultado más probable durante la Segunda Guerra Mundial, se describe como "real", otro desafío a las normas literarias de la RDA. 

### Árboles
Los árboles se pueden encontrar como leitmotiv a lo largo de la novela. El narrador asocia numerosos recuerdos con árboles, por ejemplo que su sueño de convertirse en violinista se vio frustrado al caer de un árbol, que “se hizo hombre” debajo de un árbol y que su esposa recibió un disparo debajo de un árbol. El motivo del árbol, que a menudo se asocia con el significado de la vida, también se utiliza aquí de forma opuesta como símbolo de la muerte. Como elemento de diseño, conecta el tiempo y la trama de una manera contrastante al prohibirse los árboles, especialmente en el gueto, un lugar de muerte. Al final del libro, el narrador mira los árboles que pasan. Aquí los árboles representan la esperanza de que pase la época del terror (invierno → primavera), pero también la naturalidad de la que carece el gueto. 

## Antecedentes
Jakob el mentiroso originalmente fue pensado como un largometraje. En 1963, la DEFA aceptó el esbozo de Becker. Luego trabajó durante dos años en el guion, que se incluyó en el calendario de producción de la DEFA en febrero de 1966. Sin embargo, la producción fue cancelada antes de que comenzara el rodaje en el verano de 1966 después de que el director involucrado, Frank Beyer, fuera expulsado de la DEFA por los censores estatales por su película Spur der Steine y ya no se le permitiera trabajar en producciones cinematográficas durante años.  
En los años siguientes, Becker adaptó el material a una novela, que finalmente fue publicada en 1969 en la RDA por Aufbau Verlag y en 1970 en la República Federal por Luchterhand-Verlag (como volumen inicial de la serie Sammlung Luchterhand).
En 1971, la editora de Becker en Alemania Federal, Elisabeth Borchers, se mudó de Luchterhand-Verlag a Suhrkamp. Dado que Becker concedía gran importancia a la colaboración con Borchers, también optó por Suhrkamp, quien siguió siendo su editor durante toda su vida. Suhrkamp también publica Jakob el mentiroso desde 1976. 
Debido al éxito de la novela, la producción cinematográfica se reanudó en DEFA bajo la dirección de Frank Beyer, esta fue la primera producción cinematográfica de Beyer desde Spur der Steine. 
En 2002/2003, Jakob el mentiroso fue seleccionado como uno de los 50 libros de la biblioteca escolar ZEIT y revisado respectivamente por dos estudiantes, profesores, escritores y editores. 

## Recepción
Jochen Kürten escribe en DW que "La novela de Jurek Becker de 1969 es sin duda uno de los textos más impresionantes que aborda el período comprendido entre 1933 y 1945. El libro es gran literatura y al mismo tiempo testimonio literario de un crimen histórico [...] La novela de Jurek Becker es muchas cosas: una historia llena de melancolía y tristeza, pero también aderezada con un humor desesperado, en la tradición de la narración judía. Una novela que plantea la cuestión de qué es verdad y qué es mentira en tiempos de crisis: en 1969, cuando el libro se publicó por primera vez en la RDA, no se hablaba de "noticias falsas". Sobre todo, “Jacob el Mentiroso” es un libro sobre la cuestión del valor y el poder de la literatura y la poesía." 

## Ediciones
Existen numerosas ediciones con una tirada total de más de 150.000 ejemplares y traducciones a 26 idiomas, incluidos chino, hebreo y persa. 

## Adaptaciones

### Películas
- En 1974, DEFA realizó la película homónima de Frank Beyer en colaboración con la televisión de la RDA. Fue la única película de la RDA nominada al Oscar en la categoría de mejor película extranjera.[18]
- En 1999 se realizó una nueva versión estadounidense con Robin Williams como Jakob y Armin Mueller-Stahl (que ya había aparecido en la versión cinematográfica de 1974 como Roman Schtamm). [19] En la adaptación cinematográfica de Hollywood, los nazis son retratados como inherentemente malvados, algo que no ocurre en el libro. Además, se cambió el final. En el remake, Jakob Heym muere mártir al recibir un disparo de los nazis. No revoca su mensaje sobre los rusos. [20]

### Audiolibros
- Jurek Becker lee Jakob der Lügner, lectura abreviada. Litera, Berlín 1976 (disco, 60 minutos).
- Jurek Becker lee Jakob der Lügner, lectura abreviada. Hörverlag, Múnich 2007, ISBN 978-3-86717-113-7 (CD, 60 minutos).
- Jurek Becker: Jakob der Lügner, leído por August Diehl, Berlín 2016, ISBN 978-3-940018-23-6 (edición íntegra, 7 CD) [21]